# Kuneman
Kuneman is een bestuurslaag in het regentschap Alor van de provincie Oost-Nusa Tenggara, Indonesië. Kuneman telt 776 inwoners (volkstelling 2010).